# آسفالت سه‌بعدی
آسفالت سه بعدی (به انگلیسی: Asphalt 3D) یک بازی مسابقه‌ای برای DS است که در آن بدون نیاز به عینک سه بعدی می‌توان تصاویر را به صورت سه بعدی دید.
که در ۲۲ مارس ۲۰۱۱ در آمریکا ی شمالی توسط گیم لافت عرضه شد.